# Rhönschule Gersfeld

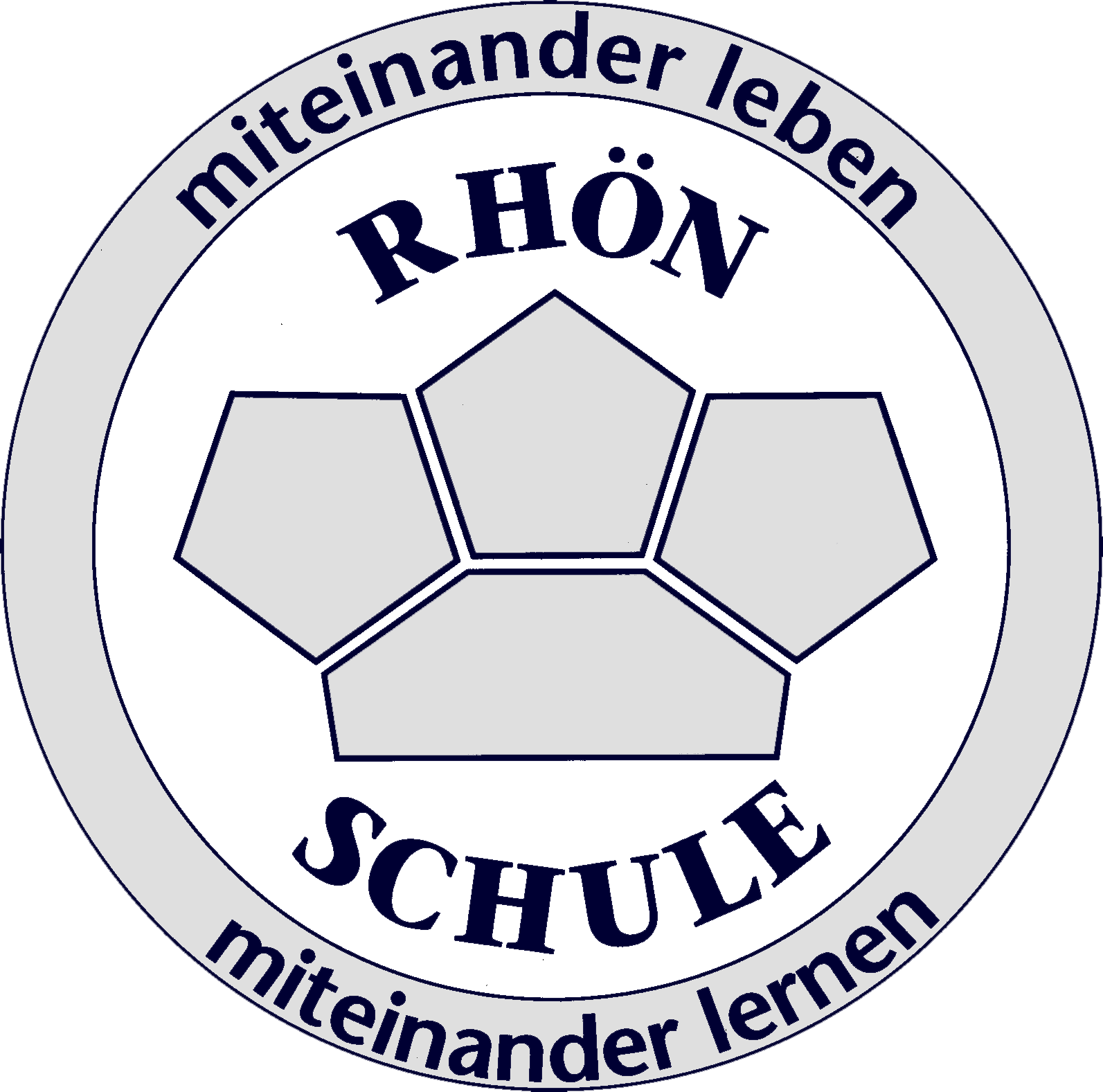
Logo der Rhönschule

Die Rhönschule Gersfeld ist eine kooperative Gesamtschule des Landkreises Fulda in der Stadt Gersfeld (Rhön) in Osthessen.

## Die Schule
Die in der Rhön am Fuße der Wasserkuppe gelegene Schule gehört zu den geographisch höchstgelegenen Bildungseinrichtungen des Landes Hessen. Im Schuljahr 2018/19 werden im Haupt-, Real- und Gymnasialzweig (G9 – ohne gymnasiale Oberstufe) unter dem Motto „Miteinander leben - miteinander lernen“ 527 Schüler von 55 Lehrern unterrichtet. Die drei Schulformen sind räumlich, organisatorisch und pädagogisch eng verbunden und sollen so eine Durchlässigkeit zwischen den Schulformen gewähren. Wert legt die Schule auf eine intensive Einbettung in die Region und den regionalen Bezug im Unterricht.
Die Rhönschule ist Teil des „Schulzentrums Gersfeld“, einem Nachbarschaftsverbund aus Grund-, Förder- und Regelschule, zu dem auch die Anne-Frank-Schule und die Otto-Lilienthal-Schule in Gersfeld gehören. Sie ist als Schule ohne Rassismus zertifiziert.

## Geschichte und Ausblick

### Vorläufer
Im Jahre 1595 findet sich der erste Eintrag im ältesten Kirchenbuch der Stadt von einem kombinierten Schul- und Kirchendienst des Schuldieners (Lehrer) Lorentz-Schmidt, und das Deutsche Städtebuch nennt als Grundjahr der Schule in Gersfeld das Jahr 1636. Der Unterricht der damaligen Zeit fand in sogenannten Pfarrschulen statt, den Vorläufern der Volksschulen. Bis zum Jahr 1739 ist für die ganze Pfarrei Gersfeld nur eine einklassige Schule dokumentiert. Durch die Einstellung eines zweiten Lehrers ab dem Jahre 1766 wurde der Unterricht zweiklassig. Im Jahre 1781 wurden 112 Schüler unterrichtet. Ab dem 13. April 1906 war die Schule schließlich vierklassig mit insgesamt drei Lehrern.

### Rhönschule
Der heute als „Altbau“ bezeichnete und noch immer genutzte Gebäudekomplex auf der gegenüberliegenden Straßenseite des Hauptgebäudes wurde am 8. August 1952 mit dem Namen „Rhönschule“ eingeweiht. Als ab 1960 die Voraussetzungen geschaffen wurden, um die Haupt- und Realschule zur schulformbezogenen Gesamtschule auszubauen, zog die Rhönschule wegen Platzmangels in den 1964 fertiggestellten darüberliegenden Erweiterungsbau um, die heutige Otto-Lilienthal-Grundschule. Die Schülerzahlen stiegen stetig, sodass ein weiterer Neubau notwendig wurde. Im Jahre 1978 wurde der Gebäudekomplex der heutigen Rhönschule auf der rechten Seite der Straße „Am Dammel“ bezogen.
Bis 1980 war die Rhönschule eine verbundene Haupt- und Realschule, die ab 1978 um eine vorgeschaltete Förderstufe erweitert wurde. Durch die Etablierung eines Gymnasiums bis zur 10. Klasse wandelte sich die Rhönschule zu einer schulformbezogenen Gesamtschule. Mit dem im Jahre 2016 erfolgten Entschluss der Schulleitungen der Rhönschule (Gesamtschule), der Otto-Lilienthal-Schule (Grundschule) und der Anne-Frank-Schule (Förderschule) zur stetigen Weiterentwicklung des „Schulzentrums Gersfeld“ entstand ein in dieser Konstellation hessenweit bisher (Stand: 11/2018) einmaliges Projekt hinsichtlich Inklusion und Kooperation.
Zum Einzugsbereich der Rhönschule gehören die Gemeinden Gersfeld, Ebersburg und Poppenhausen. Viele Schüler kommen heute auch aus dem benachbarten Bayern.
Seit Oktober 2013 ist Marco Schumacher Schulleiter der Rhönschule.

## Landesstützpunkt des Hessischen Skiverbands
Seit dem 20. Juni 2012 ist die Rhönschule Gersfeld offizielles Skileistungszentrum für „Ski nordisch“ und „Skilanglauf“ des Hessischen Skiverbandes (HSV), einem Landesskiverband des Deutschen Skiverbands e.V. (DSV). Der ortsansässige Skiverein „SKG Gersfeld“ unterstützt das „Leistungszentrum Rhön“ und schafft die Rahmenbedingungen außerhalb der Schule. Neben der Rhönschule Gersfeld gehören Schulen in Schotten, Retterode und Willingen (Willingen/Usseln) zu den vier etablierten Landesstützpunkten des HSV. Ziel dieser Kooperation ist es, möglichst viele der teilnehmenden Schüler unter pädagogischer Verantwortung in den Landeskader des Hessischen Skiverbandes zu überführen. Die Rhönschule hat durch ihre geographische Lage in der Rhön in den Wintermonaten ausreichend Schnee- und gute Loipenverhältnisse zur Verfügung, sodass hier auch Landesentscheide ausgetragen werden. Um auch in den Sommermonaten möglichst optimale Trainingsbedingungen anbieten zu können, soll eine Skirollerbahn mit einer Gesamtlänge von 2,4 km entstehen, die vom Land Hessen, dem Landkreis Fulda und der Stadt Gersfeld finanziert wird. Die Schule ist Schulsportnebenzentrum (SNZ) der Rabanus-Maurus-Schule in Fulda, einem „Partner des Leistungssports“.

## Partnerschulen
- Polen: Szkoła Podstawowa in Mstowie
- Frankreich: Bellegarde (Austausch innerhalb der Gemeindepartnerschaft)